# 브라크나주

브라크나주

브라크나주(아랍어: ولاية البراكنة, 프랑스어: Brakna)는 모리타니 남서부에 위치한 주로, 주도는 알레그이며 면적은 37,100km2, 인구는 240,167명(2000년 기준)이다. 북동쪽으로는 타간트주, 남동쪽으로는 아사바주와 고르골주, 북서쪽으로는 트라르자주와 인접해 있고 남서쪽으로는 세네갈강을 경계로 세네갈과 국경을 맞대고 있으며 5개 현(알레그현, 바바베현, 보게현, 음바그네현, 마그타라자르현)을 관할한다.